# Tuc d'Ermèr
El Tuc d'Ermèr es una montaña de los Pirineos de 2425 metros, situada en la comarca del Valle de Arán en la provincia de Lérida (España).

## Descripción
El Tuc d'Ermèr está situado en la Sèrra de Bedreda, es una de las cumbres que corona el valle de Toran, valle situado en el municipio de Caneján.